# Thomisus kiwuensis
Thomisus kiwuensis är en spindelart som beskrevs av Embrik Strand 1913. Thomisus kiwuensis ingår i släktet Thomisus och familjen krabbspindlar. Inga underarter finns listade i Catalogue of Life.